# Manuel Nunes Formigão
Manuel Nunes Formigão (Tomar, 1 de Janeiro de 1883 - Fátima, 30 de Janeiro de 1958) foi um sacerdote e jornalista católico português.  Homem com uma sólida formação teológica, publicou boa parte da sua obra sob o pseudónimo de Visconde de Montelo, sendo frequentemente referido na imprensa do tempo como o «Apóstolo de Fátima» ou o «Quarto Pastorzinho». Foi uma das primeiras pessoas a debruçar-se sobre o fenómeno das aparições de Fátima, tendo sido o clérigo enviado pela Diocese de Leiria, em 1917, a inquirir os três pastorinhos de Fátima e aferir da veracidade das aparições, tendo por essa via sido uma das primeiras e mais privilegiadas testemunhas a contactar directamente com o fenómeno das aparições de Fátima.

## Biografia

### Nascimento
Nasceu no Convento de Cristo, em Tomar, em 1 de Janeiro de 1883. O seu pai era empregado no convento, motivo pelo qual a sua família residia naquele edifício.

### Carreira eclesiástica
Aos doze anos ingressou no Seminário Patriarcal em Santarém, onde concluiu os seus estudos eclesiásticos. Após ter terminado o curso de Teologia, foi para o Pontifício Colégio Português, em Roma, onde fez o doutoramento em Direito Canónico e em Teologia. Foi também em Roma que foi ordenado como sacerdote, em 4 de Abril de 1908.
Na sequência das Aparições de Fátima em 1917, Manuel Nunes Formigão foi convidado pelo Arcebispo de Mitilene para investigar o acontecimento. Chegou à Cova da Iria em 13 de Setembro desse ano, tendo presenciou algumas das aparições, que desvalorizou apenas como uma diminuição da luz solar. Em 27 de Setembro foi a Ajustrel, para interrogar os três videntes, tendo permanecido naquela localidade durante várias semanas, e testemunhado o Milagre do Sol, de 13 de Outubro.
Em Roma travou conhecimento com o padre Manuel António da Ressurreição Fernandes, que lhe sugeriu que fosse para a Diocese de Bragança-Miranda. O bispo D. Abílio Augusto Vaz das Neves pediu então autorização ao cardeal patriarca para transferir Manuel Formigão, que foi concedida, mas apenas com uma licença de residência temporária. Manuel Nunes Formigão mudou-se assim para Bragança em 15 de Outubro de 1934, onde ficou até 2 de Outubro de 1943. Exerceu vários cargos naquela diocese, incluindo secretário particular oficial da curia, confessor das Irmãs da Caridade do Sagrado Coração de Jesus, capelão da Igreja da Misericórdia, e professor e reitor dos seminários de Bragança e Vinhais. Também dinamizou ou foi responsável pela criação de várias instituições culturais e sociais na região, incluindo a fundação, em 13 de Junho de 1935, de dois patronatos em Bragança para jovens de famílias de menores recursos, o de Nossa Senhora de Fátima para o sexo feminino, e de Santo António para o sexo masculino. Em 1 de Janeiro de 1940 fundou o jornal Mensageiro de Bragança, com a colaboração de D. Abílio Vaz das Neves, de forma a informar os habitantes das regiões transmontanas e reduzir o isolamento da sua diocese, tendo exercido como director daquele periódico durante seis anos.
Também foi responsável pela Congregação das Irmãs Reparadoras da Nossa Senhora de Fátima.

### Falecimento e beatificação
Manuel Nunes Formigão faleceu em 30 de Janeiro de 1958, em Fátima. Em Janeiro de 2017, os seus restos mortais foram trasladados do cemitério para um mausoléu na Casa de Nossa Senhora das Dores, da congregação das Irmãs Reparadoras de Nossa Senhora de Fátima.
Devido à sua fama de santo, em 2000 a Conferência Episcopal Portuguesa autorizou a causa para a sua beatificação e canonização. Em 14 de Abril de 2018, o Papa Francisco reuniu-se com o cardeal Angelo Amato, prefeito da Congregação para as Causas dos Santos, e autorizou a promulgação do decreto em reconhecimento das virtudes heróicas de Manuel Nunes Formigão. Este foi um dos principais trâmites para o processo de beatificação, faltando apenas reconhecer um milagre que tenha sido atribuído à intercessão do sacerdote português.